# 普杜
普杜（Pudu），是印度卡纳塔克邦Dakshina Kannada县的一个城镇。总人口12409（2001年）。

## 人口
该地2001年总人口12409人，其中男性6202人，女性6207人；0—6岁人口1840人，其中男943人，女897人；识字率68.75%，其中男性为76.27%，女性为61.24%。